# Cabezas del Pozo
Cabezas del Pozo – gmina w Hiszpanii, w prowincji Ávila, w Kastylii i León, o powierzchni 17,97 km². W 2011 roku gmina liczyła 84 mieszkańców.